# Индепенденс (Охајо)
Индепенденс (енгл. Independence) град је у америчкој савезној држави Охајо.

## Демографија
По попису из 2010. године број становника је 7.133, што је 24 (0,3%) становника више него 2000. године.
| Група             | 2000.         | 2010.         |
| Белци             | 6.898 (97,0%) | 6.833 (95,8%) |
| Афроамериканци    | 41 (0,6%)     | 30 (0,4%)     |
| Азијати           | 92 (1,3%)     | 136 (1,9%)    |
| Хиспаноамериканци | 58 (0,8%)     | 77 (1,1%)     |
| Укупно            | 7.109         | 7.133         |